# Herbert Dassler

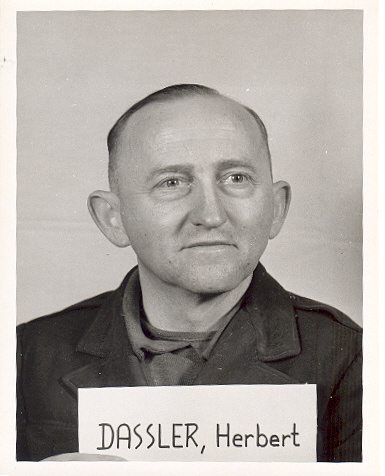
Herbert Dassler während der Nürnberger Prozesse

Herbert Dassler (* 25. Januar 1902 in Oberpöllnitz; † 19. Februar 1957 in Wilhelmshaven) war ein deutscher Politiker (NSDAP).

## Leben
Dassler war ein Sohn des Baugewerbemeisters Otto Dassler und seiner Ehefrau Charlotte, geb. Saenger. Nach dem Besuch der Dorfschule in Oberpöllnitz, der Realschule in Neustadt an der Orla und des Realgymnasiums in Gera-Reuß (Abitur 1921) durchlief Dassler von 1921 bis 1923 eine Lehre zum Großhandelskaufmann bei der Firma Heinrich Blockmer u. Comp. in Leipzig. Begleitend dazu studierte er an der Leipziger Handelsschule.
Nach dem Erwerb seines Kaufmanndiploms studierte Dassler im Wintersemester 1924/1925 Nationalökonomie an der Universität Frankfurt. Pläne zu promovieren musste er aufgrund der finanziellen Situation seiner Familie aufgeben. Von März 1925 bis Juli 1926 arbeitete er stattdessen in der Getreidemühlenindustrie bei den Wurzener Kunstmühlen-Werken und Biskuit-Fabriken.
Im August 1926 trat Dassler in die vom Reichsernährungsministerium mit der Stützung des Roggenpreises beauftragte Deutsche Getreide-Handelsgesellschaft GmbH in Berlin ein, für die er viereinhalb Jahre lang tätig bleiben sollte. Dort war er zunächst mit agrar-statistischen Aufgaben, später mit Arbeiten in den Bereichen Fracht, Kalkulation und Nach-Kalkulation befasst. Zudem wurde ihm die Verwaltung eines Wertpapierdepots übertragen. Im Februar 1931 wurde er aus seiner Stellung entlassen, nach eigenen Angaben „durch Intrigen“, die wegen seiner Rolle bei der Aufdeckung eines Roggenstützungsskandals gegen ihn gesponnen wurden.
Zum 1. September 1930 trat Dassler in die NSDAP (Mitgliedsnummer 312.956) und in die Sturmabteilung (SA) ein. Später – am 30. Januar 1939 – erhielt er trotz seiner vergleichsweise hohen Parteinummer das Goldene Parteiabzeichen der NSDAP.
Seit dem 3. Juli 1931 amtierte Dassler, der nun hauptberuflicher Parteifunktionär der NSDAP war, als Gaupropagandaleiter und Gaupressewart des Gaues Brandenburg. Daneben war er als Gauredner in Brandenburg und anderen Gegenden des Reiches tätig. Als Mitarbeiter des NS-Bauernführers Walther Darré, den er im Herbst 1930 kennengelernt hatte, übernahm Dassler außerdem Funktionen im agrarpolitischen Apparat der Partei.
Anlässlich der Reichstagswahl vom März 1933 zog Dassler als Abgeordneter für die NSDAP in den Reichstag ein, in dem er den Wahlkreis 4 (Potsdam I) vertrat. Diesem gehörte er acht Monate lang, bis zum November 1933, an. In dieser Zeit stimmte Dassler unter anderem für das Ermächtigungsgesetz vom 24. März 1933, das die juristische Grundlage für die Errichtung der NS-Diktatur bildete.
Im Mai/Juni 1936 bekam Dassler aufgrund seiner Stellung als Mitglied des Reichsbauernrates den SS-Ehrenrang eines SS-Obersturmbannführers verliehen. Damit verbunden war seine Aufnahme in die Schutzstaffel (SS-Nummer 276.596). In dieser erreichte er zuletzt den Rang eines Standartenführers, bevor er zum 30. Oktober 1943 aus ihr ausgeschlossen wurde.
Bis Mai 1942 fungierte Dassler als Leiter der Reichsstelle für Futtermittel und Getreide. Eng zusammenarbeitete er in dieser Eigenschaft unter anderem auch mit dem Beauftragten für den Vierjahresplan, Hermann Göring. Anschließend war er bis zum Frühjahr 1943 in Binnenschiffahrtsgruppe der Reichswerke Hermann Göring tätig. Nach der Aufhebung seiner Unabkömmlichstellung gehörte Dassler von Februar oder März bis Oktober 1943 der Wehrmacht an, um dann als Angestellter in die Schiffahrtsgruppe zurückzukehren, der er nun bis zum Sommer 1944 angehörte. Während der letzten Kriegsmonate arbeitete er als Leiter des Gefolgschaftsamtes der REIMAHG in Thüringen sowie als Lebensmitteleinkäufer.
Nach dem Zweiten Weltkrieg trat Dassler als Zeuge der Anklage in den Prozessen gegen Darré und den Reichssicherheitshauptamt-Mitarbeiter Haensch auf.

## Beförderungen
- Juni 1936: SS-Obersturmbannführer
- 30. Januar 1939: SS-Standartenführer